# Polly Adler (Bordellbetreiberin)
Polly Adler (* 16. April 1900 in Iwanawa; † 9. Juni 1962 in Los Angeles, Kalifornien) war eine US-amerikanische Bordellbetreiberin.

## Leben
Polly Adler wurde als Pearl Adler im heute belarussischen Iwanawa geboren. Ihr Vater war ein wohlhabender Schneider, der die Ausreise in die Vereinigten Staaten plante. Als sie zwölf Jahre alt war, ließ ihr Vater sie nach Holyoke in Massachusetts bringen, wo sie bei entfernten Bekannten der Familie unterkam und vom Vater einen monatlichen Unterhaltsbetrag zugesandt bekam. Als der Erste Weltkrieg ausbrach, konnte diese finanzielle Unterstützung nicht mehr aufrechterhalten werden und auch die Nachreisepläne der Familie wurden durchkreuzt. So begann Polly Adler in Fabriken zu arbeiten.
Im Jahr 1920 wurde sie von einem Gangster beauftragt, gegen Entgelt nach seinem Appartement zu sehen, in dem er sich mit einer verheirateten Frau traf. Davon inspiriert begann sie als Kupplerin und Bordellbetreiberin zu arbeiten. Nachdem sie 1922 verhaftet worden war, versuchte sie sich in legalen Erwerbszweigen, blieb dabei aber erfolglos. Also führte sie weiterhin mehrere Edelbordelle in New York City und Saratoga Springs. In ihren Etablissements verkehrten Gangster wie Dutch Schultz, aber auch Intellektuelle und wohlhabende Persönlichkeiten.
Vor ihrer Familie, die 1923 in die Vereinigten Staaten gekommen war, versuchte sie ihre Tätigkeit verborgen zu halten. 1935 wurde sie angeklagt wegen Betreibens eines Bordells und dem Besitz von pornographischen Filmen. Sie wurde zu 30 Tagen Gefängnis verurteilt, verbrachte dort sechs Tage, wurde dann wegen guter Führung entlassen und betrieb ihr altes Geschäft weiter. Als es im Jahr 1943 erneut zu Untersuchungen gegen ihr Unternehmen kam, gab sie das Geschäft auf und veröffentlichte ihre Autobiographie A House Is Not a Home. Sie zog nach Los Angeles, machte dort ihren High-School-Abschluss und besuchte das College. 1964 wurde ihr Buch unter der Regie von Russell Rouse und mit Shelley Winters in der Hauptrolle verfilmt, der deutsche Titel lautet Madame P. und ihre Mädchen. Im Film Mrs. Parker und ihr lasterhafter Kreis wurde Polly Adler in einer Nebenrolle von Gisèle Rousseau gespielt.
1962 starb Polly Adler an Krebs.

## Werke
- Polly Adler: A House Is Not a Home. Rinehart & Company, New York 1950.
- Polly Adler: Madam P. und ihre Mädchen, Lichtenberg Verlag, München 1965 (Übersetzung aus dem Englischen).